# Carlo Gozzi (drammaturgo)
Carlo Gozzi (Venezia, 13 dicembre 1720 – Venezia, 4 aprile 1806) è stato un drammaturgo e scrittore italiano.

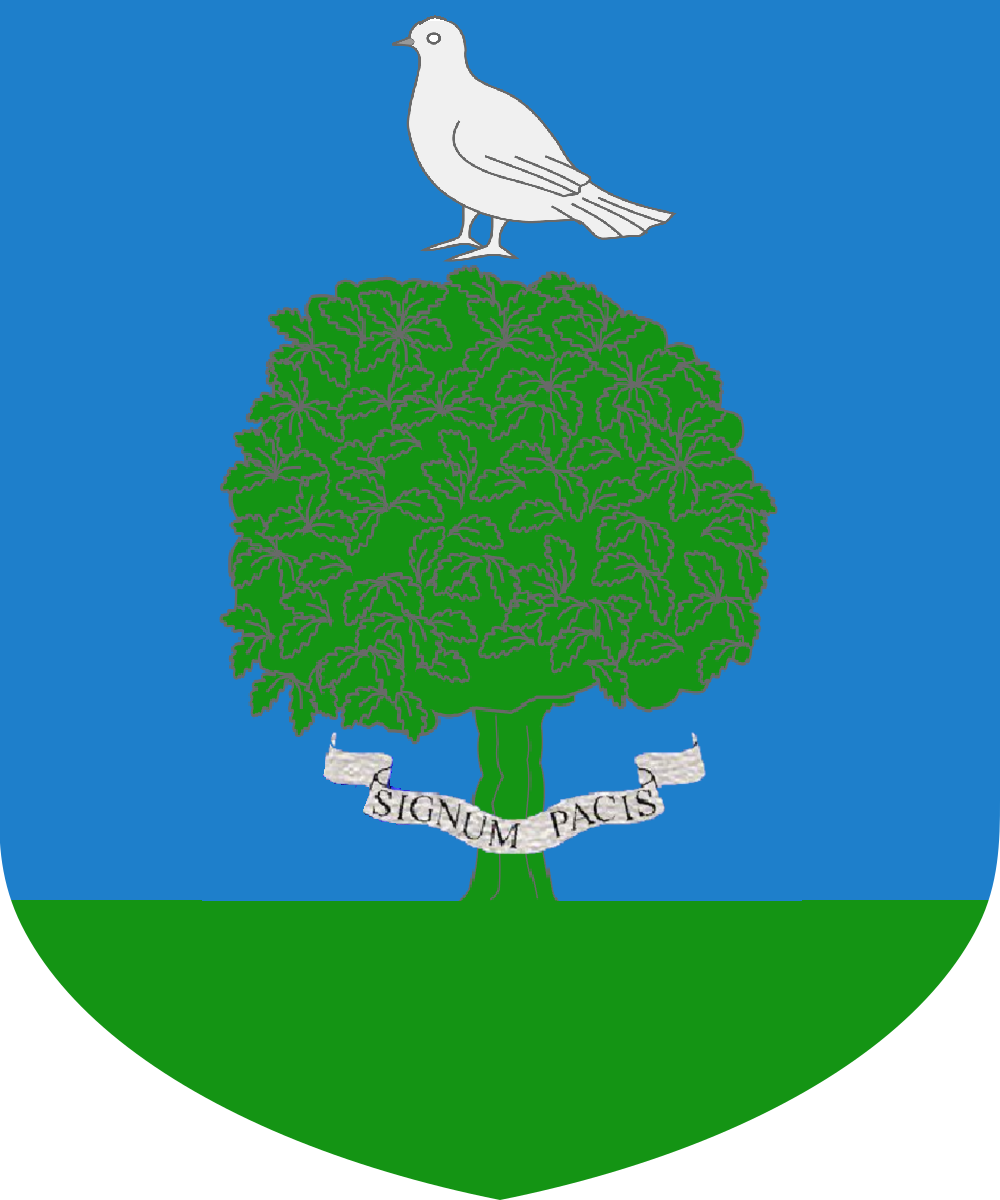
Stemma di famiglia

Negli anni '60 del Settecento fu protagonista di una polemica sul teatro con il conterraneo Carlo Goldoni: Gozzi difendeva i vecchi artifici della Commedia dell'Arte contro le novità introdotte nel teatro da Goldoni; infatti la sua fiaba teatrale L'amore delle tre melarance del 1761 rappresenta il manifesto gozziano contrario sia alla riforma goldoniana del teatro, sia alle opere di teatrali di Pietro Chiari (nella fiaba Fata Morgana rappresenta il Chiari, mentre Mago Celio il Goldoni).

## Biografia

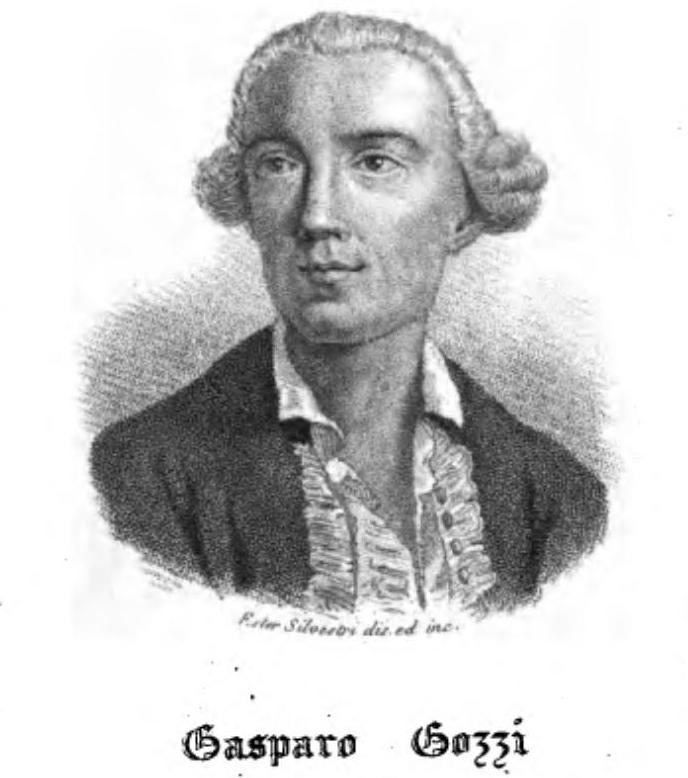
Gasparo Gozzi

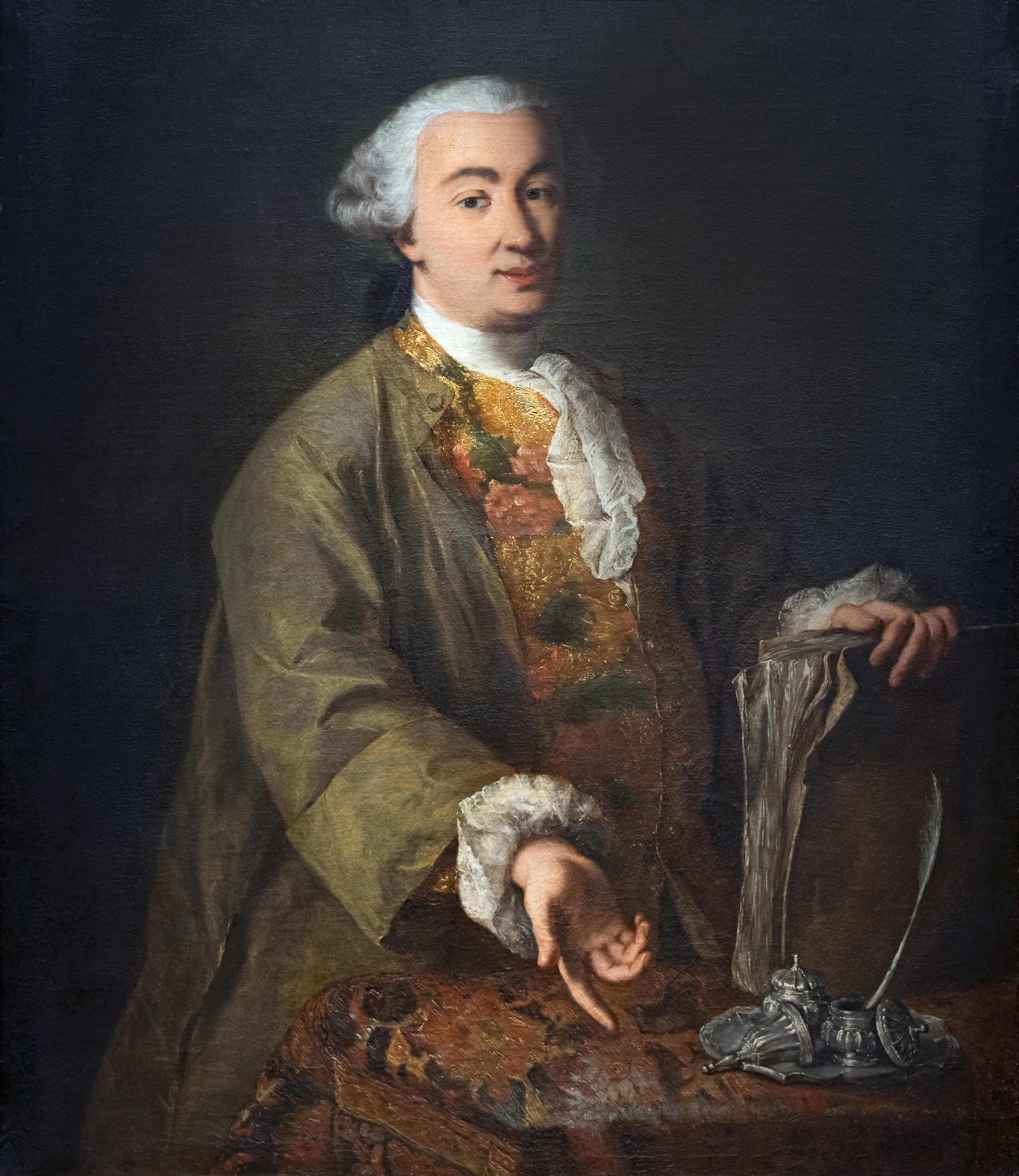
Carlo Goldoni

Sesto degli undici figli del Conte Jacopo Antonio Gozzi e Angiola Tiepolo, nacque in una famiglia di lontana origine bergamasca che, giunta a Venezia nel Cinquecento, vi aveva fatto fortuna acquistando proprietà sia in città sia nell'entroterra (tra cui una villa a Visinale, in Friuli). Nel Seicento i Gozzi avevano pure ottenuto il titolo comitale, ma la loro prosperità venne meno all'inizio del Settecento.
Questa situazione influenzò la formazione di Carlo, come ricordò lui stesso nelle Memorie inutili: mentre ai fratelli maggiori, Gasparo e Francesco, veniva impartita un'istruzione regolare presso collegi pubblici, lui ebbe solo delle occasionali lezioni da mediocri sacerdoti. Dovette quindi approfondire gli studi da autodidatta, spronato dal desiderio di imitare Gasparo che proprio in quegli anni stava emergendo come letterato; studiò particolarmente gli autori della letteratura toscana del Tre-Cinquecento, come i novellieri Sacchetti e Firenzuola e gli irregolari Pulci, Burchiello e Berni.
Nel 1740 si arruolò nell'esercito e visse per quattro anni in Dalmazia. Al ritorno riprese gli studi letterari e si fece ben presto una reputazione come il membro più brillante dell'Accademia dei Granelleschi, cui venne ammesso grazie ad alcuni pezzi satirici. Questa società, devota alla convivialità e allo spirito, aveva anche obiettivi letterari seri e preservava con zelo la letteratura toscana da influenze straniere.
Lo spostamento dell'antica commedia italiana ai drammi di Pietro Chiari ed ai lavori di Carlo Goldoni, modellati su esempi francesi, minacciò di sconfiggere gli sforzi della società; nel 1757 Gozzi la salvò pubblicando un poema satirico, La tartana degli influssi per l'anno 1756, e nel 1761 la commedia L'amore per le tre melarance o Analisi riflessiva della fiaba, una parodia dello stile degli altri due poeti, basata sulle fiabe. Per metterla in scena ottenne i servizi della compagnia teatrale di Antonio Sacchi. Grazie alle loro abilità satiriche, la commedia ebbe un successo straordinario.
I componenti della compagnia Sacchi furono colpiti dall'effetto prodotto sul pubblico dall'introduzione del soprannaturale o elemento mitico, che prima avevano semplicemente utilizzato come un mezzo per i loro obiettivi satirici.
Gozzi produsse in seguito una serie di pezzi drammatici basati sulle fiabe: inizialmente queste opere divennero popolari, ma dopo lo smembramento della compagnia Sacchi caddero nel dimenticatoio. Furono molto apprezzate anche da Goethe, Schlegel, Madame de Staël e Sismondi. Uno di questi testi drammatici, Turandot, fu tradotto da Schiller e ispirò a Puccini l'opera omonima.
Nei suoi ultimi anni, Gozzi iniziò a produrre tragedie in cui introdusse ampiamente elementi comici: le sue opere risultarono, perciò, troppo innovative per l'epoca. A mano a mano che le sue innovazioni si rivelavano inaccettabili ai critici, Gozzi cominciò a volgere la sua attenzione ai drammi spagnoli, da cui ottenne modelli per varie rappresentazioni, che ebbero, però, un successo minore rispetto ai suoi primi drammi, pur valorizzando le doti artistiche dell'attrice Teodora Ricci, amante di Gozzi.
Anche il fratello di Carlo Gozzi, Gasparo Gozzi, fu uno scrittore.
I suoi lavori furono pubblicati sotto la sua supervisione a Venezia la prima volta in otto volumi (Colombani, 1772-1774), la seconda in quattordici volumi (Zanardi, 1801-1803).

## Opere principali

### Teatro
Le fiabe teatrali
- L'amore delle tre melarance (1761)
- Il corvo (1762)
- Il re cervo (1762)
- Turandot (1762)
- La donna serpente (1763)
- Zobeide (1763)
- I pitocchi fortunati (1764)
- Il mostro turchino (1764)
- L'augellino bel verde  (1765)
- Zeim, Re de' Geni (1765)

Altre opere teatrali
- Il Cavaliere Amico; o sia, Il Trionfo dell'Amicizia (1762)
- Marfisa bizzarra (1766)
- La donna vendicativa (1767)
- Doride; o sia, La Rassegnata (1768)
- La caduta di donna Elvira (1768)
- La punizione nel precipizio (1768)
- Il pubblico segreto (1769)
- Le due notti affannose (1771)
- La donna innamorata di vero (1771)
- La Principessa Filosofa; o sia, Il Controveleno (1772)
- I Due Fratelli Nemici (prima rappresentazione teatrale con il titolo Il re tisico 1773)
- La malia nella voce (1774)
- Il moro di corpo bianco (1775)
- Le droghe d'amore (1775/1776)
- Il Metafisico; o sia, L'Amore, e L'Amicizia alla Prova (1778)
- Bianca Contessa di Melfi; o sia, Il Maritaggio per Vendetta (1779)
- L'amore assottiglia il cervello (1782)
- La Figlia dell'Aria; o sia, L'Innalzamento di Semiramide (1786)
- Cimene Pardo (1786)

Altre opere
- La tartana degli influssi invisibili per l'anno bisestile 1756 (1757)
- Ragionamento ingenuo, e storia sincera dell'origine delle mie dieci Fiabe teatrali (1772)
- Memorie inutili (1777, ma edite soltanto nel 1797)
- Versi per gli attori. Introduzioni, prologhi e congedi

### Edizioni
- Carlo Gozzi, Memorie inutili (a cura di Giuseppe Prezzolini). Laterza, Bari 1910.
- Carlo Gozzi, Opere del Co: Carlo Gozzi. Colombani, Venezia/Firenze 1772[-1774].
- Carlo Gozzi, Opere edite ed inedite del Co. Carlo Gozzi. Zanardi, Venezia 1801[-1803].
- Carlo Gozzi, Opere. Teatro e polemiche teatrali (a cura di G. Petronio). Rizzoli, Milano 1962.
- Scritti di Carlo Gozzi a cura di E. Bonora. Einaudi, Torino 1977.
- Carlo Gozzi, Le fiabe teatrali (= Biblioteca di Cultura. 261). Testo, introduzione e commento a cura di Paolo Bosisio. Bulzoni, Rom 1984.
- Carlo Gozzi, Theatralische Werke. Aus dem italiänischen übersezt. 5 Bände. Typographische Gesellschaft, Bern 1777–1779.

### Letteratura secondaria
- Carmelo Alberti (a cura di), Carlo Gozzi, scrittore di teatro (= La fenice dei teatri. 1). Bulzoni, Rom 1996, ISBN 88-7119-880-8.
- Alberto Beniscelli, La finzione del fiabesco. Studi sul teatro di Carlo Gozzi (= Collana di saggistica. 19). Marietti, Casale Monferrato 1986, ISBN 88-211-6571-X.
- Michele Bordin, Anna Scannapieco (a cura di): Antologia della critica goldoniana e gozziana. Marsilio, Venedig 2009, ISBN 978-88-317-9822-8.
- Paolo Bosisio, Carlo Gozzi e Goldoni. Una polemica letteraria, Olschki, Firenze 1979.
- Helmut Feldmann, Die Fiabe Carlo Gozzis. Die Entstehung einer Gattung und ihre Transposition in das System der deutschen Romantik (= Studi italiani. Bd. 11). Böhlau, Köln u. a. 1971, ISBN 3-412-31171-5.
- Siro Ferrone, Attori mercanti corsari. La Commedia dell'arte in Europa tra Cinque e Seicento, Einaudi, Torino 1993.
- Antje Gessner, Carlo Gozzi und E.T.A. Hoffmann, Diss Albert-Ludwigs-Universität Freiburg i. Br. 1995.
- Bodo Guthmüller, Wolfgang Osthoff (a cura di): Carlo Gozzi. Letteratura e musica (= La fenice dei teatri. 4). Bulzoni, Rom 1997, ISBN 88-8319-135-8.
- Javier Gutiérrez Carou, Carlo Gozzi. La vita, le opere, la critica, Venezia, Supernova, 2006.
- Javier Gutiérrez Carou (a cura di), Metamorfosi drammaturgiche settecentesche: il teatro 'spagnolesco' di Carlo Gozzi, Venezia, lineadacqua, 2011.
- Thomas F. Heck, Commedia dell'Arte: A Guide to the Primary and Secondary Literature, Garland, New York 1988.
- Kii-Ming Lo, Turandot auf der Opernbühne, Peter Lang, Frankfurt/Bern/New York 1996.
- Gérard Luciani, L'œuvre de Carlo Gozzi et les polémiques théâtrales contre les Lumières. In: Studies on Voltaire and the Eighteenth Century. Bd. 89, 1972, ISSN 0435-2866 (WC · ACNP), pp. 939–974.
- Arnaldo Momo, La carriera delle maschere nel teatro di Goldoni, Chiari, Gozzi, Marsilio, Venezia 1992.
- Allardyce Nicoll, The World of Harlequin, Cambridge University Press, Cambridge 1963.
- Robert Perroud, La défense et l'utilisation des ‚masques’ de la commedia dell'arte dans l'oeuvre de Carlo Gozzi. In: Roger Bauer, Jürgen Wertheimer (a cura di), Das Ende des Stegreifspiels – Die Geburt des Nationaltheaters. Ein Wendepunkt in der Geschichte des europäischen Dramas. Fink, München 1983, ISBN 3-7705-2008-4, pp. 9–16.
- Jean Starobinski, Ironie et mélancolie (I): Le théâtre de Carlo Gozzi. In: Critique. Année 22, Nr. 227, 1966, ISSN 0011-1600 (WC · ACNP), pp. 291–308.
- Jean Starobinski, Portrait de l'artiste en saltimbanque, Gallimard, Paris 1983/2004, ISBN 9782070770373.
- Jörn Steigerwald, Serendipità oder Selbstaufklärung im Medium des Theaters: Carlo Gozzis „Il re cervo“. In: Das achtzehnte Jahrhundert. Nr. 35.1, 2011, ISSN 0722-740X (WC · ACNP), pp. 73–89.
- Frederik D. Tunnat, Karl Vollmoeller. Dichter und Kulturmanager. Eine Biographie. tredition, Hamburg 2008, ISBN 978-3-86850-000-4 (contiene informazioni sull'interesse di Vollmoeller per Gozzi e le sue fiabe teatrali).
- Olga Visentini, Movenze dell'esotismo: »il caso Gozzi«, in: Jürgen Maehder (a cura di), Esotismo e colore locale nell'opera di Puccini. Atti del I° Convegno Internazionale sull'opera di Giacomo Puccini, Giardini, Pisa 1985, pp. 37-51.
- Susanne Winter, Von illusionärer Wirklichkeit und wahrer Illusion. Zu Carlo Gozzis Fiabe teatrali (= Analecta Romanica. H. 73). Klostermann, Frankfurt am Main 2007, ISBN 978-3-465-03509-1.
- (DE) Friedrich Wolfzettel, Märchen, Aufklärung und ‚Antiaufklärung’: zu den ‚fiabe teatrali’ Carlo Gozzis, in Roland Galle e Helmut Pfeiffer (a cura di), Aufklärung, Fink, Paderborn, u. a. 2007,  pp. 117–145, ISBN 978-3-7705-4298-7.